# 가현정
가현정(賈賢靜, 1976년 3월 1일~)은 대한민국의 작가이다.

## 경력
- 제51회 휴스턴국제영화제 금상 수상작 출연 배우(2018)
- 대통령직속 민주평화통일자문회의 자문위원(2019~현재)
- 경북도교육청 점촌도서관 가은분관 초청작가(2022)
- 길 위의 인문학, 순천해룡농어촌도서관 초청작가(2020)
- 전남도교육청 담양도서관 추천작가(2019)
- 길 위의 인문학, 경북상주도서관 초청작가(2018)

### 텔레비전
- 2020년 EBS 발견의 기쁨, 동네책방 16회 ‘철학자 최진석이 찾은 담양 가현정북스’
- 2018년 KBS1 공감다큐 사람인 '담양순이 가현정이 사는 법'
- 2017년 2019년 KBC 문화교양채널 생방송 꼼지락  패널 출연
- 2017년 MBC 별청춘 멘토 출연 '청년농부 특집'

### 라디오
- 2019 《TBN 광주교통방송 달리는 라디오》 '갈등해소프로젝트 너 나 우리' 코너 담당
- 2017~2018 《TBN 광주교통방송 즐거운 라디오》 '가현정 농부작가의 귀농일기' 코너 담당

## 저서
- 10. 《명옥헌에 올라 도덕경을 읽다》 (2021, 가현정북스) <한국출판문화산업진흥원 전자책제작 지원도서>
- 9. 《가현정 기자의 명옥헌 인터뷰》 (2020, 가현정북스) <한국출판문화산업진흥원 우수출판콘텐츠 지원도서>
- 8. 《맛있는 도시 순천본색》 (2019, 가현정북스)
- 7. 《맛있는 도시 순천애서》 (2018, 가현정북스)
- 6. 《귀농인문학》 (2018, 가현정북스) <한국출판문화산업진흥원 우수출판콘텐츠 지원도서>
- 5. 《가현정 작가의 귀농이야기》 (2017, 가현정북스) <전남도청연재>
- 4. 《더 자연 참된 인성의 길》 (2016, 가현정북스)
- 3. 《더 느림 The slower the better》 (2015, 가현정북스)
- 2. 《F1 소망을 생생한 현실로》 (2015, 가현정북스)
- 1. 《아픈 사랑 벗어던져라》 (2015, 풀무질서점)